# Massimino (famiglia)
I Massimino sono una dinastia italiana di imprenditori attivi nell'edilizia e come dirigenti sportivi di calcio, della città di Catania. 

## Storia
Capostipite è Alfio Massimino (1895-1967), di umili origini, che dalla moglie Santa Leone (1895-1996) ebbe i seguenti figli: Giuseppe, Gaetano, Angelo, Luigi, Salvatore, Alfredo e Ottavio. Di mestiere muratore, assieme ai figli più grandi fondò un'impresa di costruzioni, la Massimino Alfio, che ebbe in appalto la costruzione di molti edifici nel periodo di ricostruzione del capoluogo etneo, devastato dai bombardamenti della seconda guerra mondiale.  Alla sua morte, nel 1967, i suoi sette figli subentrarono nella guida dell'impresa, ma poco dopo ognuno di essi si mise in proprio fondando ciascuno la propria ditta di costruzioni, come a loro volta i rispettivi eredi.
Il più noto dei sette fratelli Massimino è il terzogenito Angelo (1927-1996), che nel 1959 rilevò la SCAT, società calcistica catanese che militava in Prima Divisione - la cui rosa era formata da alcuni dipendenti dell'omonima azienda che espletava il servizio di trasporto pubblico in autobus e filobus a Catania - e con i suoi fratelli diede vita all'Associazione Sportiva Calcio Massiminiana SCAT, meglio nota come Massiminiana. È stato copresidente del sodalizio giallorosso assieme al fratello Salvatore fino al 1963-64, quando vinse il campionato ed accedette per la prima volta in Serie D. In seguito divenne presidente e proprietario del Calcio Catania per un periodo lunghissimo, nel 1969-73, 1974-87 e 1992-96. Sotto la sua presidenza, il club rossoazzurro raggiunse la Serie A in due occasioni, nel 1970-71 e nel 1983-84. È stato consigliere comunale a Catania per la Democrazia Cristiana (1975-80), e negli anni ottanta un'indagine pubblicata dal quotidiano economico Il Sole 24 Ore gli attribuì un ingente patrimonio costituito da tremila appartamenti di proprietà. Dal 2002, gli è intitolato lo stadio comunale di Catania.
Giuseppe Massimino (1920-2005), detto Pippo, il più anziano dei sette figli di Alfio, era soprannominato il partigiano,  per via della sua militanza nella Brigata Partigiana Stella Rossa di stanza sull'Appennino tosco-emiliano, durante la guerra civile italiana del 1943-45. Diventato presidente della Massiminiana nel 1966, il club di famiglia compì un'ulteriore salto di categoria con la conquista della promozione in Serie C nella stagione 1966-67, massimo livello raggiunto dal club, poi sciolto nel 1976. Sposato e padre di sette figli, il primogenito Alfio fu copresidente della Massiminiana dal 1970, e dopo lo scioglimento del club, fu dirigente della Polisportiva Paternò che militava in Serie D, dal 1976 al 1978, dapprima come vicepresidente e poi come commissario straordinario.
Salvatore Massimino, detto Turi (1932-2005), già dirigente della Massiminana, è noto per essere stato presidente dell'Associazioni Calcio Riunite Messina dal 1984 al 1991. Sotto la sua gestione la squadra peloritana ha disputato 4 campionati di Serie B e 3 campionati di Serie C1. Nella stagione 1991-92, è stato azionista e presidente del Catania. Padre di quattordici figli, tra di loro, Alfio Roberto e Giovanni, sono stati presidenti dell'ACR Messina dopo di lui, e un altro, Enrico, nel 2017 è divenuto socio dell'Associazione Sportiva Dilettantistica Licata Calcio, che milita in Serie D, di cui è amministratore delegato. Nel 2019, come socio della società gialloblu è entrato l'altro figlio Riccardo, che ha assunto il ruolo di vicepresidente, già svolto nell'ACR Messina.
Nel 1979, i Massimino attraverso la loro holding, la Finanziaria dell'Etna-Finetna S.p.A., con sede a Catania, e quotata alla Borsa di Milano, acquisirono il controllo del 10,9% delle azioni della SAI. La holding, cui presidente è stato Ottavio Massimino, il più giovane dei fratelli, nel 1986 è stata rilevata dalla Premafin, facente capo a Salvatore Ligresti, ed assorbita per incorporazione l'anno successivo nella holding del costruttore paternese.